# 三十四銀行
三十四銀行是第二次世界大戰之前總行（本店）設於日本大阪市高麗橋的銀行，是後來組成三和銀行的銀行之一，也可算是現在三菱東京UFJ銀行的前身之一。
該銀行的總行在合併為三和銀行之後變成了三和銀行高麗橋支店，後來與三和銀行總行（舊鴻池銀行本店）合一。其建築物使用到作為東洋信託銀行（今三菱UFJ信託銀行）大阪支店的大樓興建為止。

## 沿革
該銀行於明治十一年（1878年）4月13日於大阪的高麗橋五丁目19番地成立，最初是稱作「第三十四國立銀行」，主要是由奈良的岡橋治助、大阪的原嘉助、野田吉兵衛、永井仙助、村上嘉兵衛、渡邊庄助、山口善五郎等七人努力發展起來。初代行長是岡橋治助。明治三十年（1897年）9月，該行變為普通銀行，正式全名是「株式會社三十四銀行」，而在同年12月1日與百二十一銀行合併。明治三十二年（1899年），小山健三繼承岡橋治助成為第二任行長，而在該行於該年4月1日時又與日本共同銀行以及日本中立銀行合併，12月27日又與有魚銀行合併。在這之後，該行又合併或收購尼崎銀行（1917年）、大西銀行、葛城銀行（1923年收購）、攝陽銀行（1926年）、西六銀行（1927年收購）、尾三商業銀行（1928年收購）、三十銀行（1929年收購）等等銀行。而在大正十三年（1924年）時，第三代行長菊池恭三上任。
最後在昭和八年（1933年）12月9日時，三十四銀行與鴻池銀行、山口銀行合併組成了「株式會社三和銀行」。

## 在臺灣之發展
三十四銀行可被視為台灣最早的現代銀行業，其前身之「大阪中立銀行」係在台灣總督樺山資紀的慫恿下，為了在治台初期不安定的社會氛圍，仍需要有提供商業貸款支機構以促進經濟發展，故由大阪中立銀行行長竹尾治右衛門即來台設立出張所，負責國庫相關支銀行業務。首先於1895年2月在基隆設立了出張所。大阪中立銀行在1896年3月改名為「日本中立銀行」後，於同年5月在台北，6月在台南設立出張所。日本銀行於同年12月設立台北出張所後，日本中立銀行改做普通銀行業務。於明治32年（1899年）1月，日本中立銀行與「三十四銀行」合併，原日本中立銀行在台支出張所即改為三十四銀行的支店；同年9月，新設台中支店。至1902年，因台灣抗日的動亂逐漸平定，加上南北交通的發展，於是廢除台中及基隆支店。於1925年10月，在今日哈瑪星的臨海一路開辦設立高雄支店。
| 名稱     | 位置                    | 設立時間   | 備註                       |
| -------- | ----------------------- | ---------- | -------------------------- |
| 台北支店 | 台北市本町二丁目55番地  | 1896年5月  | 於1933年改為三和銀行之支店 |
| 台南支店 | 台南市本町四丁目169番地 | 1896年6月  | 於1933年改為三和銀行之支店 |
| 高雄支店 | 高雄市新濱町一丁目6番地 | 1925年10月 | 於1933年改為三和銀行之支店 |

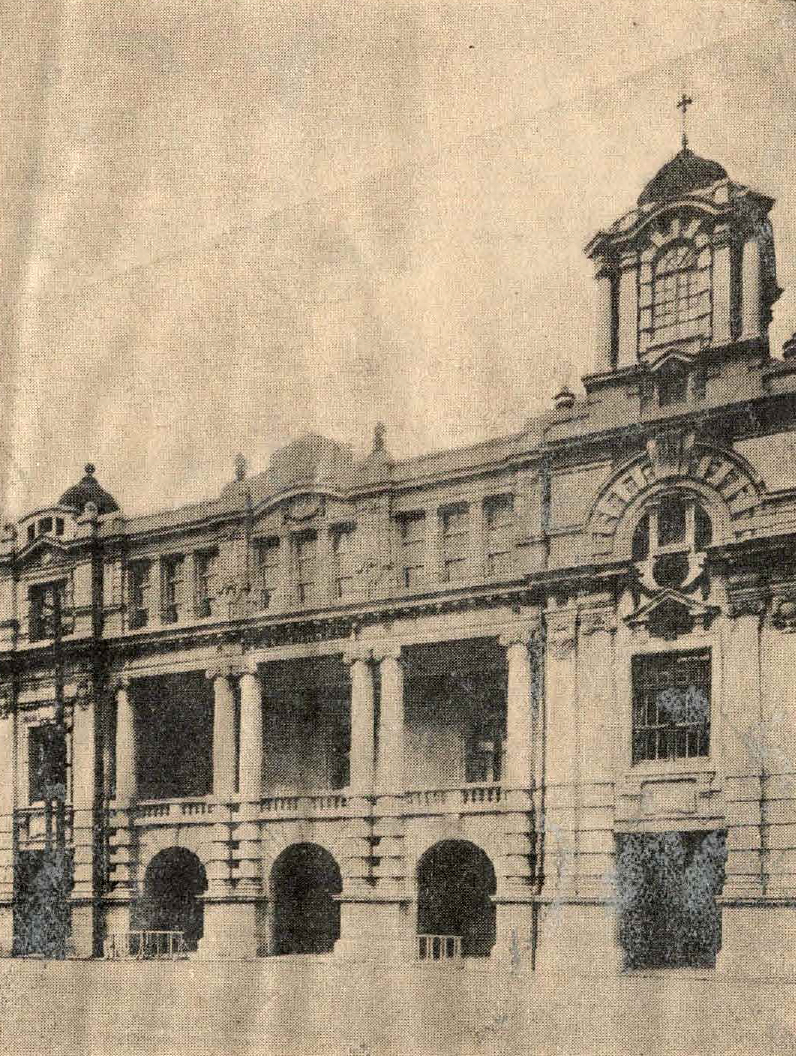
三十四銀行臺北支店
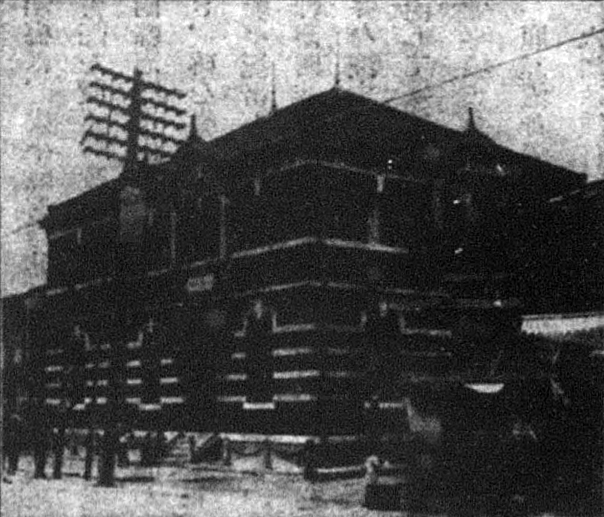
三十四銀行臺南支店
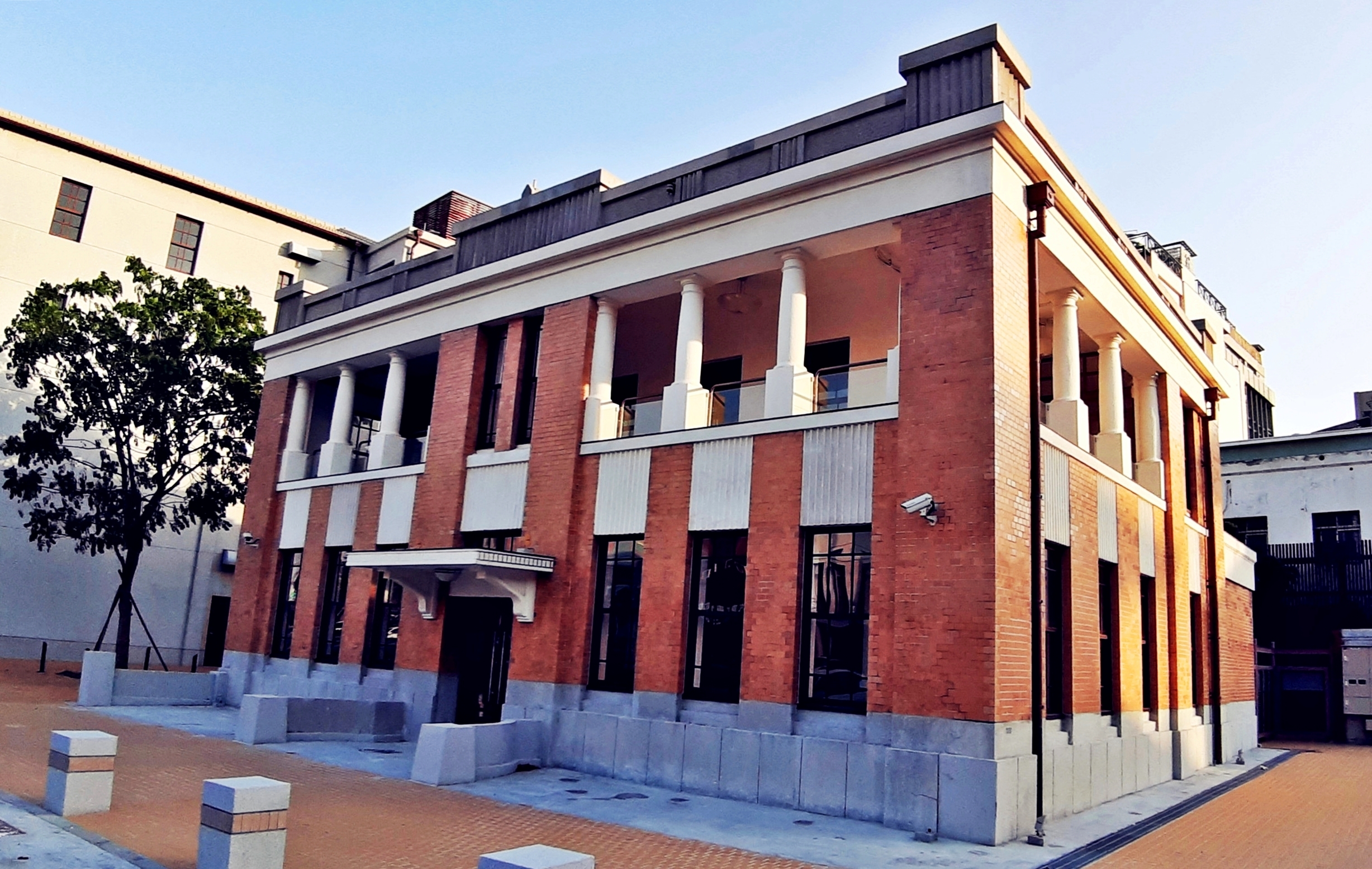
三十四銀行高雄支店現況

於昭和6年(1931)，日本銀行界為強化銀行競爭力，地處關西地區的三十四銀行、山口銀行、鴻池銀行等經過兩年談判後，乃於昭和8年（1933）12月合併，取名為「株式會社三和銀行」，原三十四銀行在台支店於同年12月9日改為三和銀行支店營運。二次世界大戰結束後，1946年7月1日三和銀行台北、台南和高雄支店被併入臺灣銀行。